# Williams FW33
De Williams FW33 is een Formule 1-auto, die in 2011 wordt gebruikt door het Formule 1-team van Williams. 

## Onthulling
De FW33 werd op 1 februari 2011 onthuld op het Circuit Ricardo Tormo, alleen was deze nog in een tijdelijke kleurstelling. De uiteindelijke kleurstelling werd onthuld op 24 februari 2011.
Red Bull RB7 ·
McLaren MP4-26 ·
Ferrari 150° Italia ·
Mercedes MGP W02 ·
Renault R31 ·
Williams FW33 ·
Force India VJM04 ·
Sauber C30 ·
Toro Rosso STR6 ·
Lotus T128 ·
HRT F111 ·
Virgin MVR-02